# Virgil Rainer
Pour les articles homonymes, voir Rainer.
Virgil Rainer, né le 27 novembre 1871 à Matrei (Tyrol) et mort le 24 octobre 1948 à Innsbruck, est un sculpteur autrichien.

## Biographie

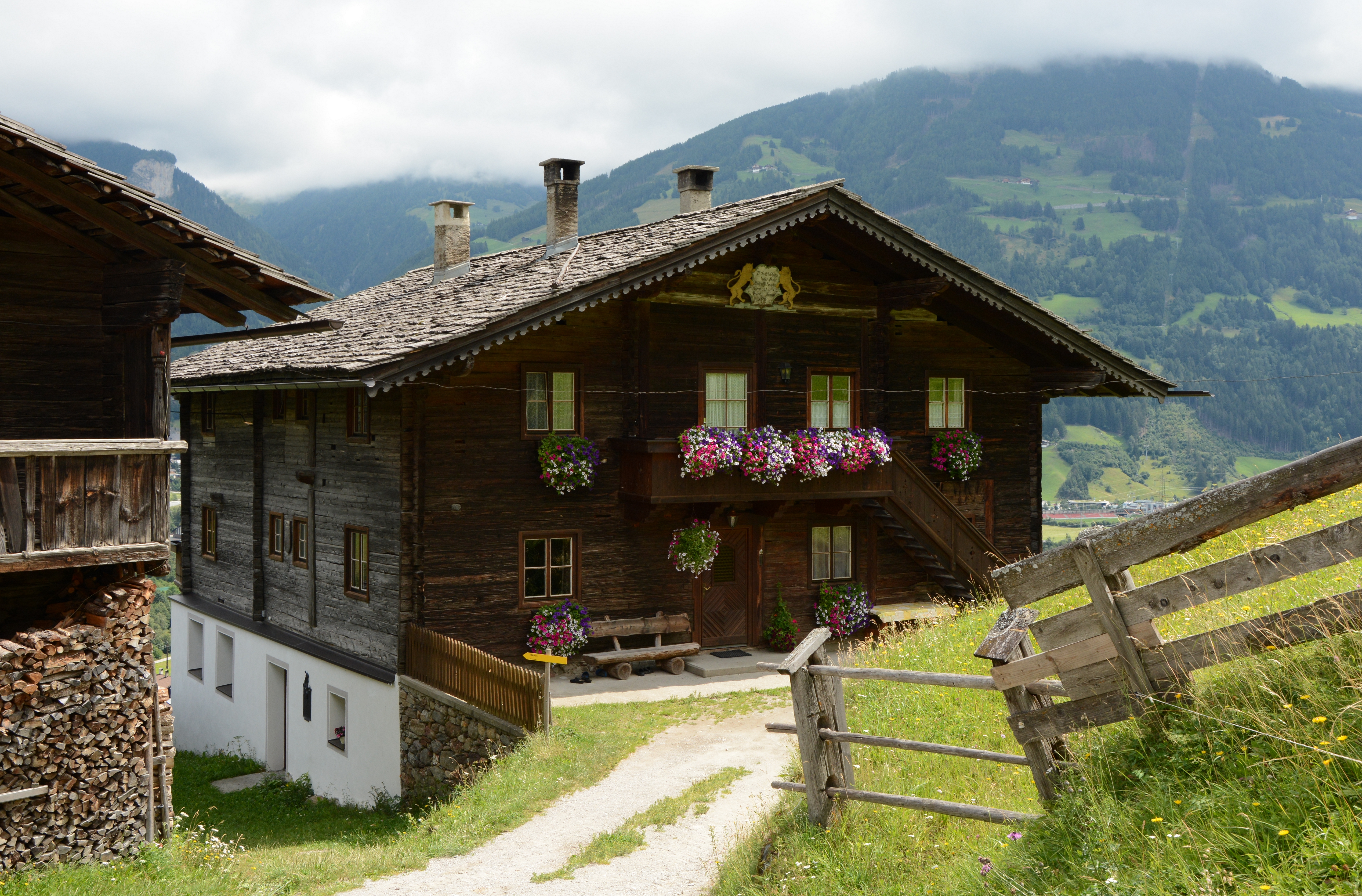
Messnerhof, lieu de naissance de Rainer.

Fils d'agriculteur, Virgil Rainer naît au hameau de Ganz, dans la commune de Matrei, Tyrol. Jusqu'en 1894, il fréquente l'École professionnelle d'Innsbruck, puis l'École royale des arts et métiers (Königliche Kunstgewerbeschule) à Munich. De 1903 à 1910, il étudie à l'Académie des Beaux-Arts de Vienne avec Hans Bitterlich et Edmund von Hellmer.
En 1912, il ouvre un atelier à Vienne, puis à Berlin. Au début de la Première Guerre mondiale, en 1914, il retourne au Tyrol et serti dans le Kaiserjäger. Dans la période économiquement défavorable qui suit la guerre, il part aux États-Unis et vit à Chicago et à Milwaukee de 1921 à 1925. C'est là, parmi beaucoup d'autres, qu'il créé la statue de Christophe Colomb pour l'université de Chicago, l'une de ses œuvres les plus monumentales. De 1926 jusqu'à sa mort, il est basé à Innsbruck. 

## Œuvres
Rainer créé principalement  des œuvres de sculpture religieuse à grande échelle dans un style naturaliste et influencé par la Sécession viennoise.
- Monument pour les combattants de la liberté Panzl et Wallner (guerres de Coalitions) devant le cimetière de Matrei in Osttirol, 1909 ;
- Monument aux combattants de la liberté à Sankt Veit in Defereggen, 1909
- Monument Klemens Maria Hofbauer à l'église des Frères mineurs de Vienne, 1913 ;
- Reliefs du Seigneur ressuscité, Christ Salvator et armoiries sur le monument du Kaiserjäger, cimetière militaire d'Innsbruck, 1918 ;
- Mémorial de la Première Guerre mondiale, Heiterwang, vers 1920 ;
- Relief en pierre artificielle de Saint-Georges, mémorial de guerre à Schmirn, 1925 ;
- Mémorial de guerre à Landeck, 1930 ;
- Relief en calcaire de la Vierge à l'enfant, maître-autel de l'église paroissiale de Pradl, Innsbruck, 1931 (retiré en 1955)[1] ;
- Relief de Saint-Christophe à la maison Leopoldstraße 31, Innsbruck, 1932.